# Das erste Jahr
Das erste Jahr (Originaltitel: Première année) ist eine französische Tragikomödie von Thomas Lilti aus dem Jahr 2018. Die Erstausstrahlung in Originalversion mit deutschen Untertiteln (OmU) erfolgte am 18. September 2024 auf Arte.

## Handlung
Der ruhige Antoine Verdier wiederholt zum dritten Mal das erste Studienjahr in der Medizin, da sein Notendurchschnitt bisher immer knapp verhindert hat, dass er im Folgejahr im Bereich Medizin weiterstudieren kann. Andere Richtungen wie Zahnmedizin oder Pharmazie, die ihm offenstüden, interessieren ihn nicht. In der ersten Vorlesung des neuen Jahres lernt Antoine den Erstsemestler Benjamin Sitbon kennen, der hauptsächlich Medizin studiert, weil das alle in seiner Familie getan haben. Vor allem Benjamins Vater, der als Chirurg tätig ist, setzt ihn unter Druck. Er ist wenig motiviert und verbringt die erste Zeit lieber mit Computerspielen. Antoines fleißige Art motiviert Benjamin jedoch mit der Zeit und beide bilden schon bald eine Lerngruppe. Jeder motiviert den anderen und beim ersten Testexamen ist Antoine schließlich Gruppenbester.
Das erste Examen steht an, dessen Note bereits wesentlichen Einfluss auf die Gesamtnote haben wird. Benjamin ist hier deutlich besser als Antoine, der jedoch auch mit seiner Note Aussicht auf einen Studienplatz in der Medizin im kommenden Jahr hat. Trotzdem geht Antoine Benjamin von nun an aus dem Weg, fühlt er sich doch von ihm ausgenutzt. In anderen Prüfungen legt Antoine es darauf an, als erster seine Unterlagen abzugeben, lernt jede freie Minute und erleidet schließlich einen Nervenzusammenbruch. Benjamin sucht sich unterdessen eine Lerngruppe mit anderen Medizinstudenten und macht weiter Fortschritte. Als Antoine aus dem Krankenhaus entlassen wird, hat er viel an Lernstoff verpasst. Er bittet Benjamin um Entschuldigung für sein Verhalten und beide tun sich erneut in einer Lerngruppe zusammen. Benjamin hilft Antoine, den verpassten Lernstoff nachzuholen und hilft ihm auch bei Fragestellungen, die er nicht versteht. Das zweite große Examen steht an. Benjamin legt dabei Bestnoten ab, während Antoine seinen Schnitt verschlechtert. Im Gegensatz zu Antoine, der von der Medizin fasziniert ist und unbedingt Arzt werden will, ist Benjamin jedoch unsicher, ob der Arztberuf wirklich sein Traum ist. Sein Vater, der ihn beim Lernen immer unter Druck gesetzt hat, erscheint nicht zur Feier seines exzellenten Semesterabschlusses. Bei der Studienplatzvergabe für das nächste Jahr fehlt Benjamin, obwohl er einen der begehrten Medizinplätze sicher hätte. Sein Aussetzen im kommenden Semester führt letztlich dazu, dass Antoine den letzten freien Studienplatz in der Medizin erhält.

## Produktion

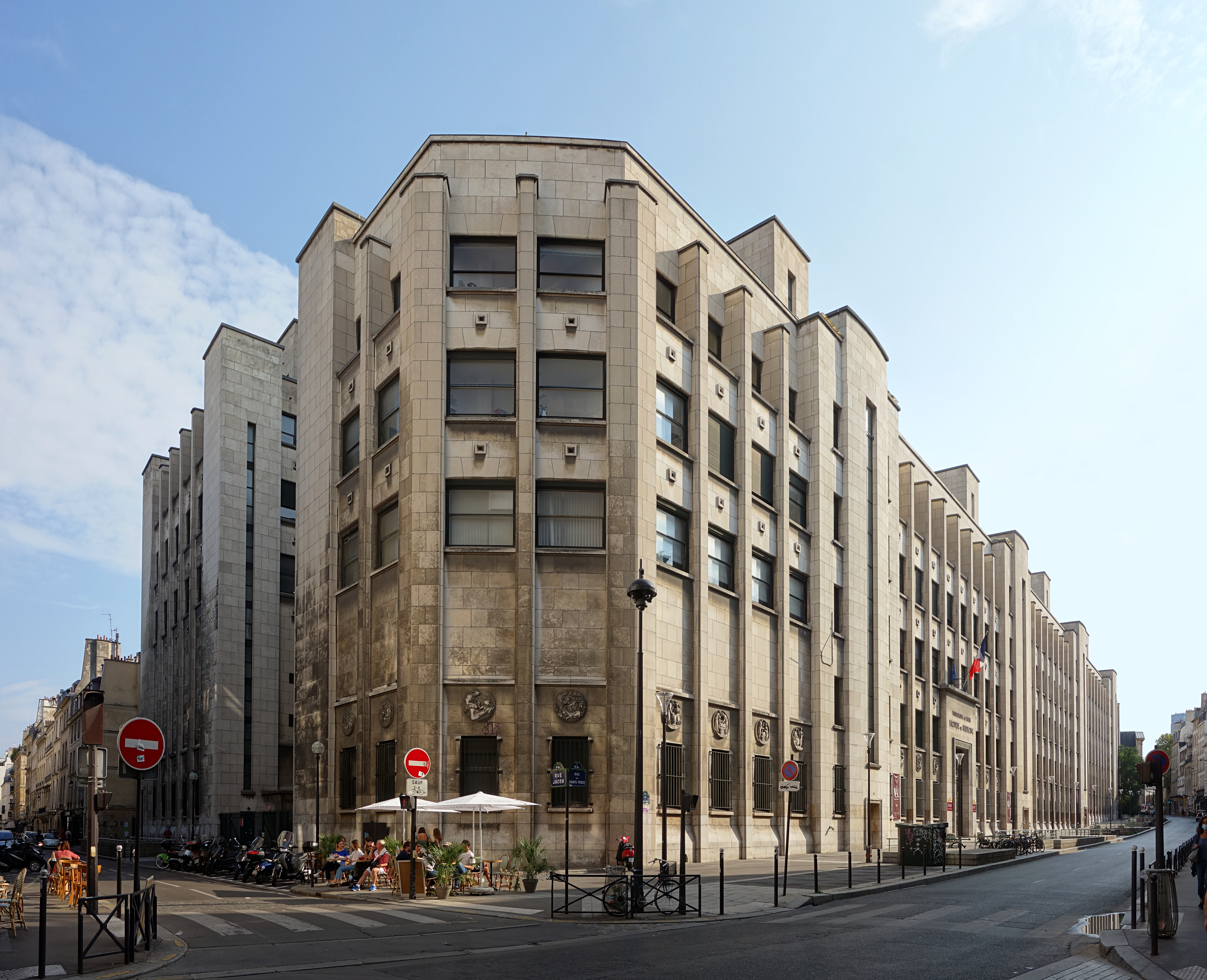
Das Centre Universitaire des Saints-Pères, ein Drehort des Films

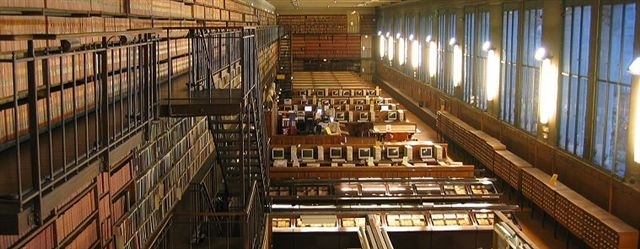
Lesesaal der Bibliothèque interuniversitaire de santé

Das erste Jahr war der vierte Langfilm, den Thomas Lilti als Regisseur umsetzte. Es war zudem nach Hippocrate, in dem Vincent Lacoste als Hauptdarsteller zu sehen war, und Der Landarzt von Chaussy der dritte Film, der im Bereich Medizin spielte. Lilti selbst war zunächst als Allgemeinmediziner tätig, bevor er zum Film kam. Er griff für den Film auch auf seine eigenen Erfahrungen als Erstsemestler der Medizin zurück.
Die Dreharbeiten fanden überwiegend in Paris statt. Gedreht wurde am Centre Universitaire des Saints-Pères in Saint-Germain-des-Prés, in der Bibliothèque interuniversitaire de santé (u. a. Lesesaal) sowie im Parc des expositions de Paris-Nord Villepinte, wo die Szenen der großen Prüfungen entstanden. Es war Lilti wichtig, an Orten zu drehen, an denen sich Pariser Medizinstudenten auch im wirklichen Leben aufhalten, so finden die großen Prüfungen tatsächlich in Villepinte statt. Die Kostüme schuf Dorothée Guiraud, die Filmbauten stammen von Philippe van Herwijnen.
Der Film erlebte am 30. Mai 2018 in Lille seine Premiere und war in der Folge auch auf verschiedenen Festivals, darunter dem Festival du film francophone d’Angoulême und dem Internationalen Filmfestival Thessaloniki zu sehen. Am 12. September 2018 kam der Film in die französischen Kinos.

## Kritiken
Als etwas unglaubwürdig, Erstsemesterstudenten darzustellen, wird von manchen Rezensoren das Alter der beiden Hauptdarsteller William Lebghil (28 Jahre) und Vincent Lacoste (25 Jahre) betrachtet. So spielte Vincent Lacoste als „Antoine“ eine jüngere Rolle als vier Jahre zuvor in Hippocrate.

## Auszeichnungen
Beim César 2019 wurde William Lebghil für einen César in der Kategorie Bester Nachwuchsdarsteller nominiert. Bei den Prix Lumières erhielt der Film 2019 Nominierungen in den Kategorien Bestes Drehbuch und Bester Nachwuchsdarsteller (William Lebghil).